# Szczepów
Szczepów (niem. Seppau, od 1941 r. Dalkau-Seppau) – wieś w Polsce położona w województwie dolnośląskim, w powiecie głogowskim, w gminie Żukowice.
Do 2023 r. miejscowość była przysiółkiem wsi Kromolin.
W latach 1975–1998 miejscowość administracyjnie należała do województwa legnickiego.

## Zabytki
Do wojewódzkiego rejestru zabytków wpisany jest obiekt:
- zespół pałacowy, z XVII-XIX wieku:
  - pałac, wzniesiony w drugiej połowie XVII wieku dla rodu von Schlabrendorf, w latach trzydziestych XVIII wieku pałac został przebudowany w stylu barokowym, kolejna modernizacja nastąpiła w trzeciej ćwierci[7] XIX w. Wówczas zmieniono dach, wystrój wnętrz i przebudowano piwnice. Wszystkie te zabiegi miały na celu unowocześnienie pałacu, nadanie mu, zgodnie z ówczesną modą, wyglądu francuskiego zameczku[7]. Ród von Schlabrendorfów mieszkał w majątku do 1945 roku. Zniszczony pod koniec II wojny światowej, został wyremontowany w 1965 roku z przeznaczeniem na ośrodek szkoleniowo-wypoczynkowy[8]. Obecnie pałac jest własnością prywatną
  - dwie oficyny, z XVIII wieku, przebudowane w XIX wieku
  - budynek mieszkalny, z lat 1795-99
  - stodoła, z pierwszej połowy XIX wieku
  - park krajobrazowy, z XVII-XIX wieku, otoczony ceglanym murem, zaliczany do najciekawszych na tych terenach, w którym występują cenne, tropikalne okazy, np. jodła nikko, cypryśniki, kłęk kanadyjski, orzech czarny i wiele innych[7]
  - mauzoleum rodziny Schlabrendorfów – kaplica grobowa z pierwszej połowy XIX wieku, obecnie rzymskokatolicki kościół filialny pod wezwaniem Jezusa Miłosiernego.